# Bleda
Bleda - más névváltozattal Buda - (Priscus: Βλήδας; Procopius: Βλέδας) (408? – 445) a hunok nagykirálya, Bendegúz (Mundzuk) idősebb fia, Ruga unokaöccse. 434-től főfejedelem volt, aki azonban kezdettől fogva kénytelen volt a hatalmon osztozkodni harcias öccsével, Attilával, aki végül követte őt a trónon. Tizenegy éven át uralkodott. A legendák szerint Attila ölte meg 445-ben.

## Nevének jelentése
Neve a forrásokban Bleda, Blida, illetve gót szokás szerint becézett formában Blaedila formákban található meg. Eredete talán a török „Bilda/Blida” formákban kereshető, ami magyarul „bölcs uralkodót” jelent.
A középkori krónikák szerint Buda város róla kapta volna a nevét, bár valójában az Ó-Budának nevet adó Buda középkori magyar személy volt, aki a krónikásoktól, a Bledának majd Attilának tulajdonított aquincumi római romvároshoz tapadó hiedelmek révén került Bleda helyébe. Ezért Bleda király alakja a magyar irodalomban Buda néven vált ismertté. (Például Arany János Buda halála című költeményében.)

## Élete
Bleda valahol a mai Tiszántúl területén lévő központi hun orduban székelt, a fejedelmi székhely jórészt az ő korszakában épült ki. Ő hozta létre a történészek által politikai mesterműnek tekintett, a keletrómaiakkal kötött margusi (ma Orasje [Szerbia]) békeszerződést 435-ben, amit Bleda és Attila hun szokás szerint lóháton ülve tárgyalt meg s diktált. A béke többek között évi 700 font arany megfizetését rótta a Keletrómai Birodalomra. A perzsa és vandál háborúkba bonyolódó keletrómaiak meggyengülését kihasználva, valamint felhasználva a Nyugatrómai Birodalom katonai vezetőjéhez, Flavius Aëtiushoz fűződő kapcsolatot (Aetiust fia, Carpilio képviselte a hun udvarban) Bleda 440/41-ben sikeres háborút vívott Bizánc ellen az Al-Duna mentén. A hunok a vezetésével meghódították Viminaciumot (Kostolac), Margust, Singidunumot (Belgrád) és Sirmiumot (Sremska Mitrovica), s az utóbbival együtt Pannonia Secundát (Szerémség). Ezután a hadjáratba bekapcsolódó Attilával együtt ostromolták és vették be a Balkán középső részének városait. 442-ben a trákiai Chersonesoson (Gallipoli-félsziget) arattak nagy győzelmet az Aspar vezette keletrómai sereg fölött.
Bleda ezekkel a harci sikerekkel juttatta el a hun birodalmat hatalma csúcsára, amit a 443-ban megkötött úgynevezett „Anatolius első békéje” révén biztosított. Bizánc kénytelen volt 6000 font arany „kárpótlást” fizetni, az évi adója pedig 2100 fontra növekedett. A források szerint [forrás?] higgadt, vidám természetű nagykirályt 444 végén vagy 445 elején Attila ölte meg és lépett a helyébe.